# 岡野マツ
岡野マツ（おかのマツ）は、香川県大川郡志度町（現・さぬき市）の真覚寺境内に生育していたクロマツの巨木である。幹回りは9メートルあり樹齢は約500年といわれ、日本国内でも有数の松の巨木として知られていた。東京都江戸川区の善養寺境内にある影向のマツとの日本一争いでも名高かったが、1993年に枯死している。

## 由来
岡野マツの名は、浄土真宗本願寺派に属する真覚寺の山号「岡野山」から出たとされる。かつてこの地は志度湾に面していたため、満潮時には海となって境内の一部も海面下となり、干潮時には干潟となって小高いところは岡となっていた。その岡の部分にあった一本松が、この巨木に成長したとの伝説がある。
真覚寺は、江戸時代の本草学者・発明家などとして後世に名を残す平賀源内の旧宅と街路を挟んですぐ北側に位置し、少年時代の源内はよくこの名木に登って遊んでいたと伝えられる。マツの下では、毎年4月16日と5月16日に春市が開かれて賑わっていた。異名も多く、「広がり松」「摩頭の松」「しとねの松」などとも呼ばれ、地元の俗謡で「志度の真覚寺の広がり松は、横へ横へと寝て靡く」と唄われるほどに古くから親しまれていた。
樹高は7メートルほどであったが、地上から2メートルの付近で3本に分かれた幹が水平方向に枝を広げ、約90本に枝分かれして東西方向に34メートル、南北方向には40メートルほども枝を張り出して真覚寺の前庭をすっぽり覆うほどに繁茂していた。張り出した枝は、80本に上る角石や木の支柱で支えられていた。石や支柱の一つ一つには寄贈者の名前が刻みこまれ、この名木を守ろうとする思いが込められていた。地元の人々は保存会を結成し、マツの根元に浄財箱を置いて害虫の防除や肥料代に充てるかたわら、老人会などは清掃奉仕を行ってマツの維持保存に尽力していた。
1970年後半から1980年にかけて、東京都江戸川区の善養寺境内に生育する「影向のマツ」との「日本一争い」が報じられた。真覚寺も善養寺も「わがマツこそ日本一の名木」と譲らず、1年余りにわたって論争が続いていた。その争いを見かねた大相撲立行司の木村庄之助が仲裁に入り、「どちらも日本一につき、双方引き分け」と裁いた。当時日本相撲協会の理事長を務めていた春日野親方も「双方を東西の横綱に推挙する」と庄之助の裁きを後押しし、二人の計らいによって真覚寺と善養寺の論争は無事に解決を見た。
1979年には香川県の天然記念物に指定され、その頃は樹勢もきわめて旺盛だった。昭和63年度の環境庁実施による全国巨樹調査では、日本一と認定され、1990年に開催された「国際花と緑の博覧会」に合わせて企画された「新日本名木100選」にも選定された。しかし、病虫害の被害に遭ったため、樹木医や庭師が懸命に治療した甲斐もなく1993年5月20日に岡野マツは枯死してしまった。
同年9月23日には、在りし日のこの名木を偲び、400人ほどの人が参列して「告別式」が執り行われた。翌年3月には伐採作業が行われ、真覚寺や志度音楽ホールでマツの一部が展示された。なお、岡野マツについてはその枯死寸前に治療に当たっていた樹木医が、農林水産省林木育種センターへ、芽のついた枝を送って増殖を要請していた。林木育種センターはそれに応えて接ぎ木増殖を試み、1994年には苗木5本が真覚寺への「里帰り」を果たしている。

## 所在地
- 香川県さぬき市志度48番地 真覚寺境内

## 交通
- JR高徳線・志度駅から北へ徒歩約10分、または高松琴平電気鉄道志度線志度駅から徒歩約5分。